# Eddie Sachs
Edward Julius Sachs jr. (Allentown, 28 mei 1927 - Indianapolis, 30 mei 1964) was een Amerikaans autocoureur. Hij nam 8 maal deel aan de Indianapolis 500, waarvan de eerste vier hiervan deel uitmaakten van het wereldkampioenschap Formule 1. Hierin behaalde hij 1 poleposition, maar scoorde geen punten. Hij overleed tijdens de Indy 500 van 1964.